# Lensia
Lensia är ett släkte av nässeldjur som beskrevs av Totton 1932. Lensia ingår i familjen Diphyidae.

## Dottertaxa tillLensia, i alfabetisk ordning[1][2]
- Lensia achilles
- Lensia ajax
- Lensia asymmetrica
- Lensia baryi
- Lensia beklemishevi
- Lensia campanella
- Lensia canopusi
- Lensia challengeri
- Lensia conoidea
- Lensia cordata
- Lensia cossack
- Lensia eltanin
- Lensia eugenioi
- Lensia exeter
- Lensia fowleri
- Lensia gnanamuthui
- Lensia grimaldi
- Lensia havock
- Lensia hostile
- Lensia hotspur
- Lensia hunter
- Lensia japonica
- Lensia landrumae
- Lensia lebedevi
- Lensia leloupi
- Lensia lelouveteau
- Lensia meteori
- Lensia minuta
- Lensia multicristata
- Lensia multicristoides
- Lensia multilobata
- Lensia nagabhushanami
- Lensia pannikari
- Lensia patritii
- Lensia reticulata
- Lensia subtilis
- Lensia subtiloides
- Lensia tiwari
- Lensia tottoni